# Chiesa di San Pietro (Luras)
La chiesa di San Pietro è un edificio religioso situato a Luras, centro abitato della Sardegna nord-orientale. Consacrata al culto cattolico, fa parte della parrocchia di Nostra Signora del Rosario, diocesi di Tempio-Ampurias.
Edificata nel XVII secolo in forme tardo gotiche, presenta una facciata a capanna in conci di granito a vista, abbellita da un campaniletto a vela. All'interno presenta un'aula suddivisa in due campate coperta con volta a botte.